# Benoît Chieux
Benoît Chieux, né en 1969 à Lille, est un réalisateur de films d'animation français travaillant notamment pour le studio Folimage, pour lequel il a coréalisé des courts et longs-métrages.
Ancien élève de l’école Emile Cohl, promotion Tomi Ungerer (1987-1990).
Dans un entretien avec Animation World Network, il explique que les films du studio Folimage ont tendance à être faits à la main, parfois avec l'aide du logiciel d'animation 2D Toonz, ainsi qu'After Effects pour le compositing, mais que les effets purement technologiques ont tendance à mal vieillir.
Son dessin animé Tigres à la queue leu leu, basé sur l'album éponyme illustré par le Sud-coréen Kwoon Moon-hee, a été nommé au César du meilleur court-métrage d'animation durant la 41e cérémonie des César, en 2016.
Son troisième court-métrage en tant que réalisateur, Le Jardin de minuit (2017), a lui aussi été nommé dans la catégorie, durant la 43e cérémonie des César en 2018.
En 2023, il lance son deuxième long-métrage en tant que réalisateur et scénariste (après Tante Hilda !, en 2014), Sirocco et le Royaume des courants d'air, qui fait l'ouverture du Festival international du film d'animation d'Annecy 2023, et où il obtient le prix du public. Le long-métrage sort en salles le 13 décembre 2023.

## Filmographie
- 1998 : L'Enfant au grelot, (scénario), de Jacques-Rémy Girerd
- 2000 : Patate et le jardin potager, court-métrage, coréalisé avec Damien Louche-Pélissier
- 2004 : Mica (créateur), série animée
- 2008 : Mia et le Migou (directeur artistique), de Jacques-Rémy Girerd
- 2014 : Tante Hilda !, coréalisé avec Jacques-Rémy Girerd
- 2015 : Tigres à la queue leu leu, court métrage
- 2017 : Le Jardin de minuit, court métrage
- 2019 : Cœur fondant, court métrage
- 2023 : Sirocco et le Royaume des courants d'air, réalisateur, coscénariste avec Alain Gagnol